# Manuel Antonio Ortiz

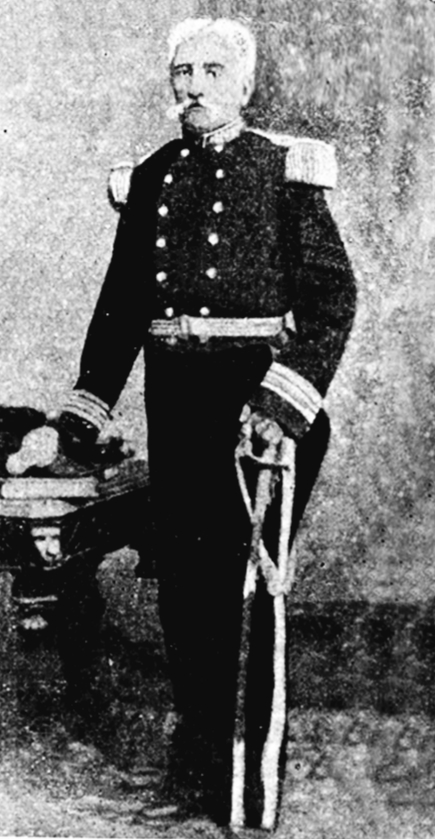
Manuel Antonio Ortiz

Manuel Antonio Ortiz war vom 20. September 1840 bis 22. Januar 1841 Präsident von Paraguay.